# اوا ویلما
اوا ویلما باکاپ (زاده ۱۴ دسامبر ۱۹۳۳ – درگذشته ۱۵ مه ۲۰۲۱)، بازیگر و رقصنده سرشناس برزیلی بود که در طول دوران حرفه‌ای خود در آثار متعددی ظاهر شد. یکی از معروف‌ترین نقش‌آفرینی‌های او در سریال تلویزیونی "Alô, Doçura" در دهه ۱۹۵۰ بود که محبوبیت گسترده‌ای برایش به ارمغان آورد.

## زندگی
اوا ویلما در شهر سائوپائولو به دنیا آمد. پدرش، اتو ریفل جونیور، یک متالورژیست آلمانی از منطقه جنگل سیاه در نزدیکی اشتوتگارت بود که در سال ۱۹۲۹ و در ۱۹ سالگی به برزیل (و به‌طور مشخص به ریودوژانیرو) مهاجرت کرد تا در یک شرکت متالورژی مشغول به کار شود. مادر او، لوئیزا کارپ، در بوئنوس آیرس، آرژانتین متولد شده بود و فرزند خانواده‌ای یهودی از کیف (اوکراین) بود که به آرژانتین مهاجرت کرده بودند. والدین اوا ویلما در سائوپائولو با یکدیگر آشنا شدند، زمانی که پدرش به این شهر منتقل شد و مادرش نیز پس از زندگی در بوئنوس آیرس به برزیل نقل مکان کرد.  
در سال ۱۹۵۶، اوا ویلما موفق به دریافت جایزه Prêmio Saci شد که یکی از جوایز معتبر هنری در برزیل محسوب می‌شد.
او به مدت ۲۳ سال با بازیگر جان هربرت مزدوج بود و از این ازدواج صاحب دو فرزند به نام‌های ویویان و جان جونیور شد.

## مرگ
اوا ویلما در ۱۵ مه ۲۰۲۱ و در سن ۸۷ سالگی در بیمارستان آلبرت اینشتین واقع در سائوپائولو بر اثر ابتلا به سرطان تخمدان درگذشت. مرگ او پایان زندگی یک چهره محبوب و تأثیرگذار در صنعت سرگرمی برزیل بود که سال‌ها در عرصه بازیگری و رقص خوش درخشید.

## فیلم گرافی
| مهم             | نقش          | نام فیلم                                 | سال       |
| --------------- | ------------ | ---------------------------------------- | --------- |
|                 |              | کک در ترازو                              | ۱۹۵۳      |
|                 |              | O Homem Dos Papagaios                    | 1۹۵۳      |
|                 |              | ای کراک                                  | 1۹۵۳      |
|                 | الیزا        | یک سوگرا                                 | ۱۹۵۴      |
|                 |              | Chico Viola Não Morreu                   | 1۹۵۵      |
|                 |              | O Cantor e o Milionário                  | 1۹۵۸      |
|                 | لورا         | O Cantor e o Milionário                  | 1۹۶۰      |
|                 | ترزینا       | Cidade Ameaçada                          | 1۹۶۲      |
|                 | لورا لیل     | قدرت پنجم                                | 1۹۶۳      |
|                 |              | A Ilha                                   | 1۹۶۳      |
|                 | لیلا         | قتل در ریو                               | 1۹۶۵      |
|                 | لوسیانا      | Juego peligroso                          | 1۹۶۷      |
|                 | لوسیا        | Topaz                                    | 1۹۶۹      |
|                 | روزیتا کومز  | A Arte de Amar Bem                       | 1۹۷۰      |
|                 | اینس         | Mulheres de Areia                        | 1۰۷۳-۱۹۷۴ |
|                 | روت وراکل    | Cada um Dá o que Tem                     | 1۹۷۵      |
|                 |              | Veias e Vinhos - Uma História Brasileira | 1۹۸۰      |
|                 |              | Veias e Vinhos - Uma História Brasileira | 1۹۸۱      |
|                 |              | Veias e Vinhos - Uma História Brasileira | 1۹۸۳      |
|                 |              | Veias e Vinhos - Uma História Brasileira | 1۹۸۷      |
|                 |              | پدر سوبر پدرا                            | 1۹۹۲      |
|                 |              | تاریخچه آمور                             | 1۹۹۵      |
|                 |              | یک ایندومادا                             | 1۹۹۷      |
|                 |              | اسپرانسا                                 | 2۰۰۲      |
| سریال تلویزیونی | رزا          | Veias e Vinhos - Uma História Brasileira | 2۰۰۴-۲۰۰۵ |
| 1۵۹ قسمت        | لوکرسیا      | Veias e Vinhos - Uma História Brasileira | 2۰۰۶      |
|                 |              | نشانه شهر                                | 2۰۰۷      |
| 1۲۰ قسمت        | کاندیدا      | دزجو پرویبیدو                            | 2۰۰۷-۲۰۰۸ |
|                 | آدلیا        | A Guerra dos Vizinhos                    | 2۰۱۰      |
| سریال تلویزیونی |              | فینا استامپا                             | 2۰۱۱-۲۰۱۲ |
| ۴۸ قسمت         | فابیا        | Verdades Secretas                        | 2۰۱۵      |
| ۲۲ قسمت         | پترا وایسانن | O Tempo Não Para                         | 2۰۱۸      |

## لینک های خارجی
- Eva Wilma در بانک اطلاعات اینترنتی فیلم‌ها (IMDb)
- Eva Wilma official website